# Manuel Sánchez Acosta
Manuel Sánchez Acosta (* 18. August 1914 in Santiago de los Caballeros; † 19. April 2006 in New York City) war ein dominikanischer Arzt und Komponist.
Der Sohn des Generals Manuel Sánchez Suero spielte schon achtjährig Schlagzeug im Orchester seines Onkels Dindín Acosta, dem auch der Geiger Luis Alberti und der Tenorsaxophonist Sixto Brea angehörten. Er studierte Musik an der Academia de la Banda Municipal in Olímpica und gründete sechzehnjährig mit Enriquillo Sánchez die Gruppe Casino.
Nach einem Medizinstudium an der Universidad Autónoma de Santo Domingo trat er 1936 mit Billo Frómeta der Santo Domingo Jazz Band (mit Simó Damirón, Klavier und Akkordeon, Nando Frómeta, Tenorsaxophon, Cecilio Comprés, Trompete und Negrito Chapuseaux, Gesang) bei. 1937 trennte er sich von der Gruppe und setzte sein Studium, ab 1941 in Montreal und New York, fort. in den 1960er Jahren eröffnete er eine Pianobar in El Conde mit Enriquillo Sánchez. Dort verkehrten u. a. Billo Frómeta, Negrito Chapuseaux, Simó Damirón, Sylvia De Grasse, Salvador Sturla, Babín Echavarría, Luis Alberti und Juan Lockward, und es wurden sozialkritische Merengues wie El Guardia con el tolete, Papá Bocó, El ají caribe und Espera quisqueyana gesungen, was schließlich zum Eingreifen des Polizeichefs Felipe Pirela führte.
Selbst komponierte Sánchez Boleros wie Paraíso Soñado, Mi adoración, Ven, Maribel und A primera vista, die von Musikern mehrerer Generationen wie Juan Lockward, Alberto Beltrán, Machito, Tito Puente, Rafael Colón, Sonia Silvestre, Fernando Casado und Sergio Vargas, Arturo Sandoval, Michel Camilo und José Antonio Molina interpretiert wurden. Als Arzt praktizierte er mehr als 50 Jahre in seinen Apartments in der Park Avenue und in West End in New York und seinem Landsitz und betreute Künstler wie Ernesto Lecuona, Tito Puente, Celia Cruz und Paquito D’Rivera.
2009 nahm er am Congreso de Boléro im Centro León teil. Für die Produktion FolkHoy nahm er mit Sonia Silvestre und Jorge Taveras den Titel La tambora y el zumbador auf. 2002 trat er am Teatro Nacional mit den Jazzmusikern Michel Camilo, Paquito D’Rivera, Giovanni Hidalgo, Chano Domínguez und Eliane Elias auf. Danny Rivera widmete ihm im Theater La Fiesta eine Hommage mit einem Rezital unter dem Titel Paraíso soñado. Für seine Verdienste um die dominikanische Musik wurde er mit dem Orden de Duarte, Sánchez y Mella ausgezeichnet.